# غريغور أوفرلاندر
غريغور أوفرلاندر (بالإنجليزية: Gregor the Overlander)‏؛ رواية فنتازية ضمن أدب الأطفال، من تأليف الروائية الأمريكية سوزان كولنز، صدرت عن مؤسسة إستلاستيك في 1 سبتمبر 2003، وهي أولى روايات خماسية سجلات أندرلاند.